# Daviscupový tým Mexika
Daviscupový tým Mexika je řízen Mexickou tenisovou federací a reprezentuje od roku 1924 Mexiko v soutěži mužských tenisových reprezentací Davis Cupu. Největším úspěchem v historii byl postup do finále v roce 1962, ve kterém tým tvořený Rafaelem Osunou, Tony Palafoxem a Mariem Llamasem podlehl Austrálii 0:5. V roce 1981 byli Mexičané mezi zakládajícími účastníky Světové skupiny, v níž hráli nejvýše čtvrtfinále v letech 1986 a 1987, kdy byli oporami Jorge Lozano a Leonardo Lavalle. Poslední účast týmu ve Světové skupině spadá do roku 1997. V roce 2016 bylo Mexiko na 51. místě žebříčku ITF a hrálo 2. skupinu Americké zóny.

## Sestava 2016
- Santiago González
- Hans Hach
- Lucas Gómez
- Miguel-Angel Reyes-Varela